# Njyem
Njyem (auch Djem, Dzem, Ndjem, Ndjeme, Ndzem, Ngyeme, Njem und Nyem) ist eine Bantusprache und wird von circa 7000 Menschen in Kamerun und der Republik Kongo gesprochen.
Sie ist in Kamerun im Département Haut-Nyong in der Region Est mit circa 3500 Sprechern und in der Republik Kongo in der Region Sangha (Kongo) mit circa 3500 Sprechern verbreitet. Viele Angehörige des Volkes der Baka nutzen sie als Zweitsprache.
Etwa 65 Personen können Njyem lesen und etwa 10 Personen können die Sprache schreiben. Circa 85 % der Sprecher beherrschen nur diese Sprache, circa 15 % sprechen als Zweitsprache Französisch.

## Klassifikation
Njyem ist eine Nordwest-Bantusprache und gehört zur Makaa-Njem-Gruppe, die als Guthrie-Zone A80 klassifiziert wird.